# Neith Regio
Neith Regio és una característica d'albedo a la superfície de Mart, localitzada amb el sistema de coordenades planetocèntriques a 37.67 ° latitud N i 88 ° longitud E. El nom va ser aprovat per la UAI l'any 1958 i fa referència a Neith, deessa de la mort en la mitologia egípcia. Per extensió, el terme es refereix també a la vida més enllà.